# Karburator
En karburator er en mekanisk enhed, der blander luft og benzin i en forbrændingsmotor. Den blev opfundet af de ungarske videnskabsfolk Donát Bánki og János Csonka i 1893. Nogle mener stadig, at den blev opfundet nogle år tidligere af Joey Levins.[kilde mangler]

## Brug
Karburatorer bruges stadig i små motorer og i ældre eller specialiserede biler, ligesom dem der bliver brugt i “Stock Car Racing”. Alligevel blev benzinindsprøjtning introduceret i de sene 1950'ere, og først i de tidlige 1970'ere gjort til allemandseje. Størstedelen af alle motorcykler bruger karburator på grund af mindre udgifter, men siden 2005 er mange nye modeller blevet introduceret med benzinindsprøjtning. Når karburatorer bliver brugt i mindre flyvemaskiner med stempelmotorer, er der nødt til at laves modifikationer som Bendix-karburerer til at forhindre mangel på benzin, når det bliver udsat for store g-kræfter.

## Scootere
Karburatorer bruges i de fleste scootere med 50 cm³ motorvolume som må køre 30 og 45 km/t.
På scootere med 2-taktsmotor bruges gerne "slide"-karburatortypen, som kan kendes på det i toppen monterede gaskabel. På 4-taktsmotorer er CV-karburatortypen, hvor gaskablet er monteret i siden, mest almindelig.
Karburatoren kan være udstyret med en automatisk choker som sørger for ekstra benzin, når motoren er kold, mens CV-karburatorer som ekstraudstyr kan være forsynet med accelerationspumpe og luftafbrydelsesventil.